# André Fernandes
André Fernandes foi um bandeirante paulista, nascido no interior da Capitania de São Vicente (atual interior de São Paulo), considerado um dos fundadores de Santana de Parnaíba. Filho de Manuel Fernandes Ramos (Mourão) e de Susana Dias, nasceu por volta de 1578. Era irmão dos bandeirantes Domingos Fernandes, fundador de Itu e Baltasar Fernandes, fundador de Sorocaba. 
Silva Leme, que o chama "paulista" e um dos maiores sertanistas, descreve sua família no livro Genealogia Paulistana.

## Biografia
Órfão de pai em 1589, acompanhou a mãe e o tio Belchior Dias Carneiro para as terras  virgens de Parnaiba onde o capitão-mor Jorge Correia  deu sesmaria aos ditos povoadores - doação aumentada com as sesmarias requeridas pelo segundo marido de Susana, Belchior da Costa, em 26 de dezembro de 1610.
Nestes limites, à margem esquerda do rio Anhembi, André Fernandes ergueu mais tarde a capela de Santana, e tendo devassado os sertões vizinhos, pesquisando ouro, obteve para si uma sesmaria limítrofe em 23 de setembro de 1619. Formou-se um povoado em torno da capela, depois feita matriz , e a 14 de novembro de 1625 foi criada a vila de Parnaíba por provisão do conde de Monsanto, donatário da capitania
Em novembro de 1613 André Fernandes partiu de São Paulo na chefia de uma bandeira que foi ao sertão que hoje sabemos ter sido goiano, do rio Paraupava, com  30 companheiros, bandeira essa determinada pelo provedor das minas, Diogo de Quadros.

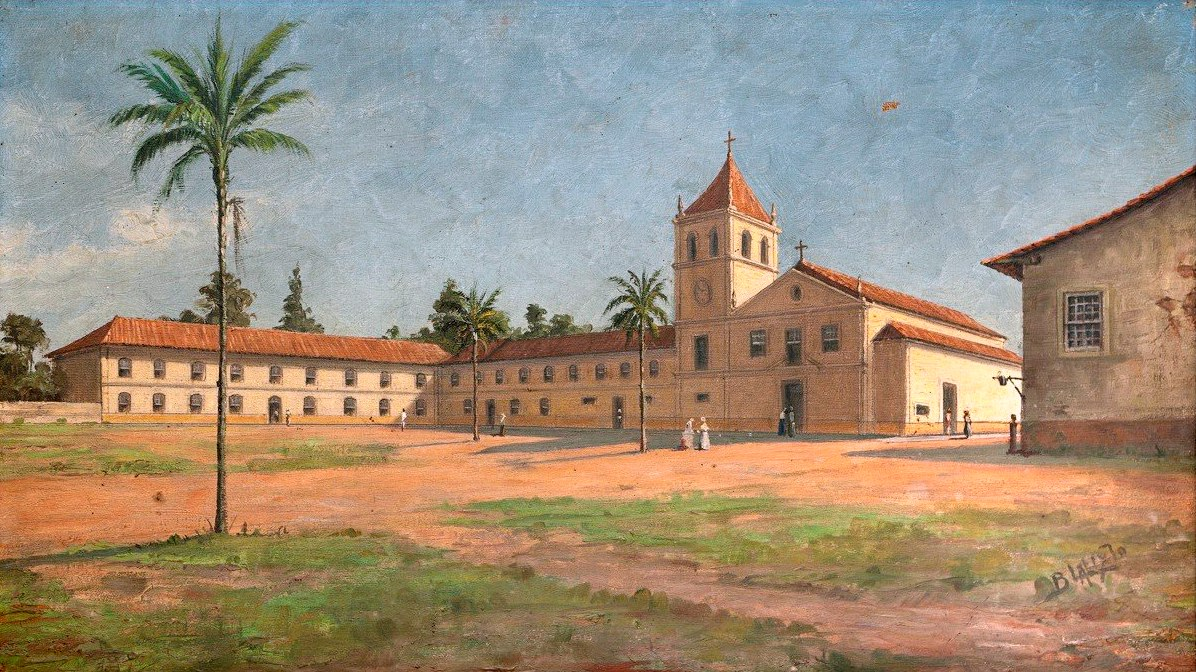
Pátio do Colégio, centro de São Paulo, pintado por Benedito Calixto.

Em 1623 recebeu patente de Capitão da infantaria da ordenança de São Paulo e foi escolhido para chefiar a «monção» que levaria D. Vitória de Sá, da família de Salvador Correia de Sá, à cidade de Assunção.

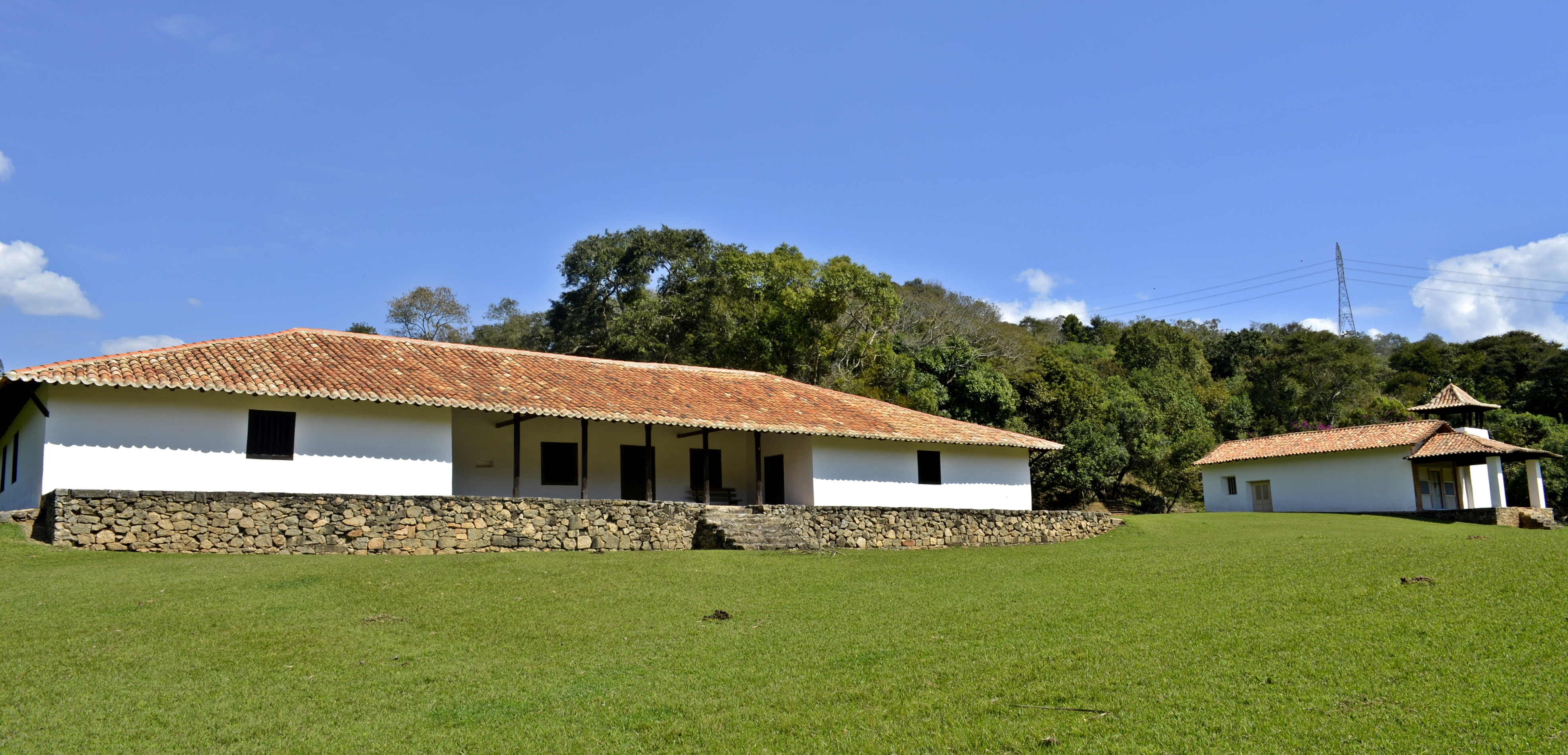
Casa Grande e Capela do Sítio Santo Antônio, em São Roque, São Paulo. Construída por volta de 1640, é um importante exemplo de casa bandeirista.

Tomou depois parte na arrancada paulista contra o Guairá em 1628, e permanecendo nesta guerra até fins de 1632. «Uno de los maiores piratas y más cruel matadores de indios que fueron al serton», diz dele um cronista jesuíta.

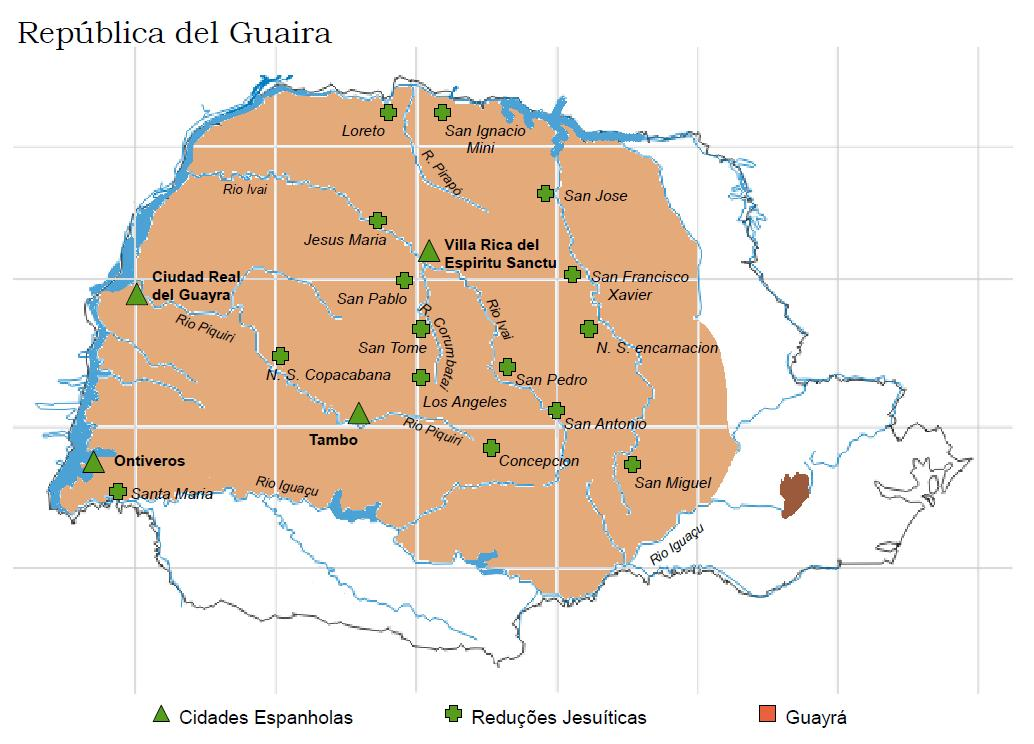
Mapa do estado atual do Paraná mostrando a região do Guayrá em marrom. Missões jesuítas estão marcadas com cruzes e assentamentos espanhóis com triângulos. Muitas atacadas e destruídas por bandeiras de André Fernandes.

Esteve na bandeira de Francisco Bueno que em 1637 atacou diversas reduções no sertão do Tape, atual Rio Grande do Sul. Morto Francisco Bueno, a tropa foi dividida entre Jerônimo Bueno e André.

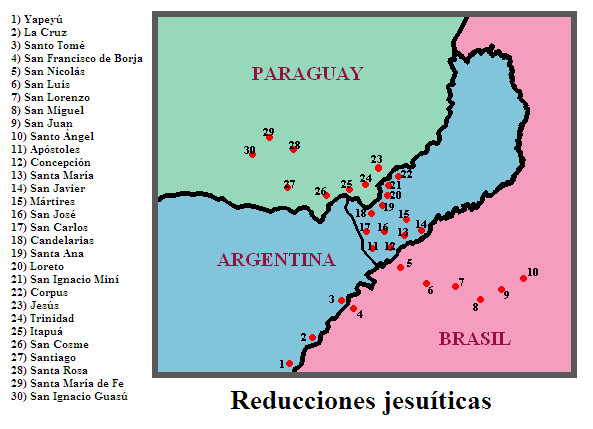
Mapa dos Trinta Povos das Missões, entre Paraguai, Argentina e o Rio Grande do Sul. Os Sete Povos na área cor de rosa (antiga região do Tape)

André Fernandes investiu contra as reduções do Tape e começou o ano de 1638 atacando duramente a redução de Santa Teresa, noroeste do rio Taquari. Com isso os jesuítas foram expulsos para além do rio Uruguai, não lhes restando mais que aldeias sobre o rio Ibicuí, mais a sudoeste.
Sofreu grande revés em Caazapamirim no final de 1638 e retornou a São Paulo. Chegou à vila em março de 1639, doente e abandonado por seus índios, apenas com a gente de seu filho Jorge Fernandes. Em 19 de abril de 1641, já restabelecido, assinou procuração dos moradores de Parnaíba ao capitão Antônio Raposo Tavares para os representar junto ao Rei.
Fez testamento em 29 de setembro de 1641 em que diz ter 63 anos e que seu único filho legítimo era o Padre Francisco Fernandes de Oliveira, deixando como filhos naturais Catarina Dias, Jorge Fernandes, Margarida Fernandes e Maria Fernandes.
Em 1643 foi fundada a vila da Parnaiba, sendo o  mosteiro de São Bento doação do capitão André Fernandes: 1643 é assim o ano em que emerge, com caráter de povoação, o antigo aldeamento jesuítico de São José do Paraíba ou São José dos Campos, como se dizia então.